# Charles Lees
Charles Cameron Lees (11 mars 1837 - 26 juillet 1898) est un administrateur colonial britannique.

## Distinctions
- Ordre de Saint-Michel et Saint-Georges Chevalier Commandeur (KCMC). Compagnon (CMG) en 1883.